# Paper Monsters
Paper Monsters è il primo album solista del cantante britannico David Gahan, pubblicato il 2 giugno 2003 dalla Mute Records.

## Descrizione
L'idea di realizzare un album solista nasce nel 2001, in seguito all'uscita di Exciter dei Depeche Mode e vede la luce solo due anni dopo, durante un periodo di pausa nell'attività del gruppo. Nello stesso anno anche Martin Gore, altro componente del gruppo, realizza un album solista, Counterfeit², contenente solo cover.
L'album segna anche il debutto dell'artista come compositore ed autore di testi, ruolo che Gahan ricoprirà anche nei Depeche Mode a partire da Playing the Angel del 2005. Tutte le tracce portano la firma, oltre che di Gahan, anche dell'amico musicista Knox Chandler e sono state prodotte da Ken Thomas, già produttore dei Sigur Rós.
Dall'album sono stati estratti quattro singoli: Dirty Sticky Floor (singolo di maggior successo del disco), I Need You e il doppio Bottle Living/Hold On. Le foto e la grafica sono state realizzate dal fotografo olandese Anton Corbijn, storico collaboratore dei Depeche Mode.

La stampa specializzata ha assunto pareri contrastanti nel valutare Paper Monsters, le maggiori critiche mosse al riguardo paragonano l'album alle produzioni dei Depeche Mode denunciando una minore profondità sia dal punto di vista musicale che dei testi.

## Tracce
Testi e musiche di Dave Gahan e Knox Chandler.
1. Dirty Sticky Floors – 3:35
2. Hold On – 4:17
3. A Little Piece – 5:12
4. Bottle Living – 3:33
5. Black and Blue Again – 5:43
6. Stay – 4:20
7. I Need You – 4:45
8. Bitter Apple – 6:01
9. Hidden Houses – 5:02
10. Goodbye – 5:56

### DVD
1. A short film
2. Dirty Sticky Floors (Video)
3. Exclusive b-roll footage from the "Dirty Sticky Floors" video shoot
4. Hold On (exclusive New York acoustic performance)
5. A Little Piece (exclusive New York acoustic performance)
6. Exclusive b-roll footage from the New York acoustic performance
7. Photo Gallery

## Formazione
- David Gahan – voce, testi, composizione, tastiere, pianoforte elettrico, armonica a bocca, glockenspiel
- Knox Chandler - composizione, testi, chitarre, dulcimer, violoncello, basso, vibrafono, tastiere, campionatore, sintetizzatori, drum machine, programmazione, arrangiamento archi
- Victor Indrizzo - batteria (tracce 3, 5 e 9)
- Paul Garisto - batteria principale (tracce 4 e 10), batteria aggiuntiva (traccia 9)
- Doug Petty - pianoforte (tracce 3 e 6)
- Dee Lewis - cori (traccia 1)
- Jane Scarpantoni - violoncello
- Antoine Silverman, Maxim Moston e Joan Wasser - violini (tracce 3 e 5)
- David Gold - viola (tracce 3 e 5)
- Jolyon Thomas - percussioni (traccia 6)
- Jon Collyer - sintetizzatori, drum machine, programmazione